# Ингрида Шимоните
Ингрида Шимоните (на литовски: Ingrida Šimonytė) е литовски политик и икономист, 17-ти министър-председател на Литва (от 2020 до 2024).
Бивш министър на финансите на Литва (2009 – 2012), депутат в Сейма от Съюз за Отечеството - Литовски християнски демократи (2016 – 2020). Била е кандидат за президент на Литва на президентските избори през 2019 г.

## Биография
Родена е на 15 ноември 1974 г. във Вилнюс, Литовска ССР, СССР. Нейният баща е бил строителен инженер, а майка й Дануте Шимоните икономистка. През 1984 г. се премества с родителите си в квартал Антакалнис във Вилнюс. През 1992 г. завършва Жирмунайската гимназия във Вилнюс. През 1996 г. завършва бизнес администрация във Вилнюския университет, а през 1998 г. получава магистърска степен по икономика.